# Łaziska (gmina w województwie kieleckim)
Łaziska – dawna gmina wiejska istniejąca do 1954 roku w woj. kieleckim. Nazwa gminy pochodzi od wsi Łaziska, lecz siedzibą władz gminy była Bąkowa. 
W okresie międzywojennym gmina Łaziska należała do powiatu iłżeckiego w woj. kieleckim. Po wojnie gmina zachowała przynależność administracyjną. Według stanu z dnia 1 lipca 1952 roku gmina składała się z 13 gromad: Antoniów, Bąkowa, Bielany, Borowiec, Czerwona, Huta, Kunegundów, Łaziska, Marianki, Marianów, Pasieki, Podgórze i Wielgie.
Jednostka została zniesiona 29 września 1954 roku wraz z reformą wprowadzającą gromady w miejsce gmin. Po reaktywowaniu gmin z dniem 1 stycznia 1973 roku gminy Łaziska nie przywrócono, a jej dawny obszar wszedł głównie w skład gminy Ciepielów w powiecie lipskim w tymże województwie.